# Petra Hultgren
Petra Cecilia Alexandra Hultgren (Värmdö, Uplândia, Suécia, 21 de abril de 1972) é uma atriz sueca eleita Miss Suécia 1995 e representante de seu país no concurso Miss Universo, onde venceu o concurso de Miss Simpatia. No entanto não se classificou entre as semifinalistas do concurso principal. Atualmente estrela o seriado Andra Avenyn na tv da Suécia.

## Séries
- 1996 - Vänner och fiender
- 1998 - Vita lögner
- 2006 - Mäklarna
- 2008 - Andra Avenyn

## Filmes
- 2001 - No joke city
- 2002 - Blueprint
- 2004 - Det nya livet
- 2004 - Skyddsängeln
- 2004 - Is this love?
- 2005 - Wallander: Afrikanen
- 2006 - Att göra en pudel
- 2009 - SOKO Wismar: Das dritte Feuer